# 베른하르드 크루셀

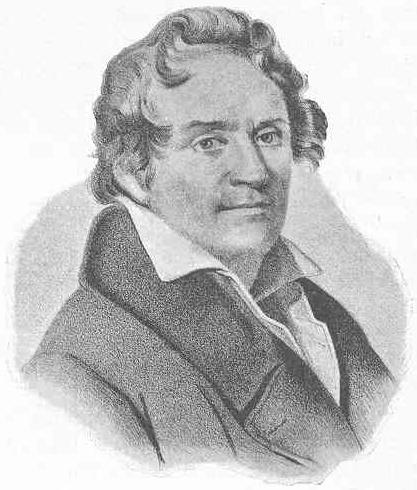
베른하르드 크루셀

베른하르드 헨리크 크루셀(스웨덴어: Bernhard Henrik Crusell, 1775년 10월 15일 ~ 1838년 7월 28일)은 핀란드의 클라리넷 연주자, 작곡가이다.

## 어린 시절과 훈련
크루셀은 핀란드 우시카우푼키에서 가난한 제본업자 가정에서 태어났다. 그의 할아버지 베른하르드 크루셀리우스는 투르쿠와 스톡홀름에서 제본 무역을 배웠고, 포리에 정착하여 제본업자가 된 크루셀의 아버지 야코브를 포함하여 9명의 자녀를 낳았다. 1765년에 야코브는 견습 과정을 마친후 우시카우푼키로 이주하여 헬레나 일란데르와 결혼했지만, 그녀는 약 1년후에 사망했다. 1769년에 그는 마르가레타 메스만과 결혼했다.
크루셀이 8세가 되었을 때 가족은 헬싱키에서 북쪽으로 약 23마일 떨어진 누르미여르비의 시골 마을인 페르툴라로 이주했다. 음악에 대한 그의 타고난 관심은 계속되었고, 친구의 클라리넷을 귀로 연주하는 방법을 배웠다. 그는 곧 우시마 연대 밴드의 일원에게 훈련을 받기 시작했다.
1788년에 그가 13세였을 때 타고난 능력을 알고있는 또다른 가족 친구는 그를 수오멘린나의 발렌스트예르나 소령에게 데려갔다. 수오멘린나는 헬싱키 해안에서 조금 떨어진 6개의 섬에 지어진 스웨덴 요새였다. 교육받은 요새의 장교들은 도시의 문화와 정치에 중요한 영향을 미쳤다. 크루셀의 연주에 깊은 인상을 받은 발렌스트예르나는 그를 수오멘린나 군사 밴드의 자원 봉사자로 영입하여 가족과 함께 살수있는 장소를 제공했다. 크루셀은 수오멘린나에서 교육을 받았다. 1791년에 발렌스트예르나는 스톡홀름으로 이적했고 크루셀은 그와 함께 갔다.크루셀은 남은 생애 대부분을 스웨덴에서 보냈지만 항상 자신을 고향 사람이라고 생각했다.

## 작품 목록
- 《클라리넷 협주곡 제 1번》
- 《클라리넷 협주곡 제 2번》
- 《클라리넷 협주곡 제 3번》